# Elektriker

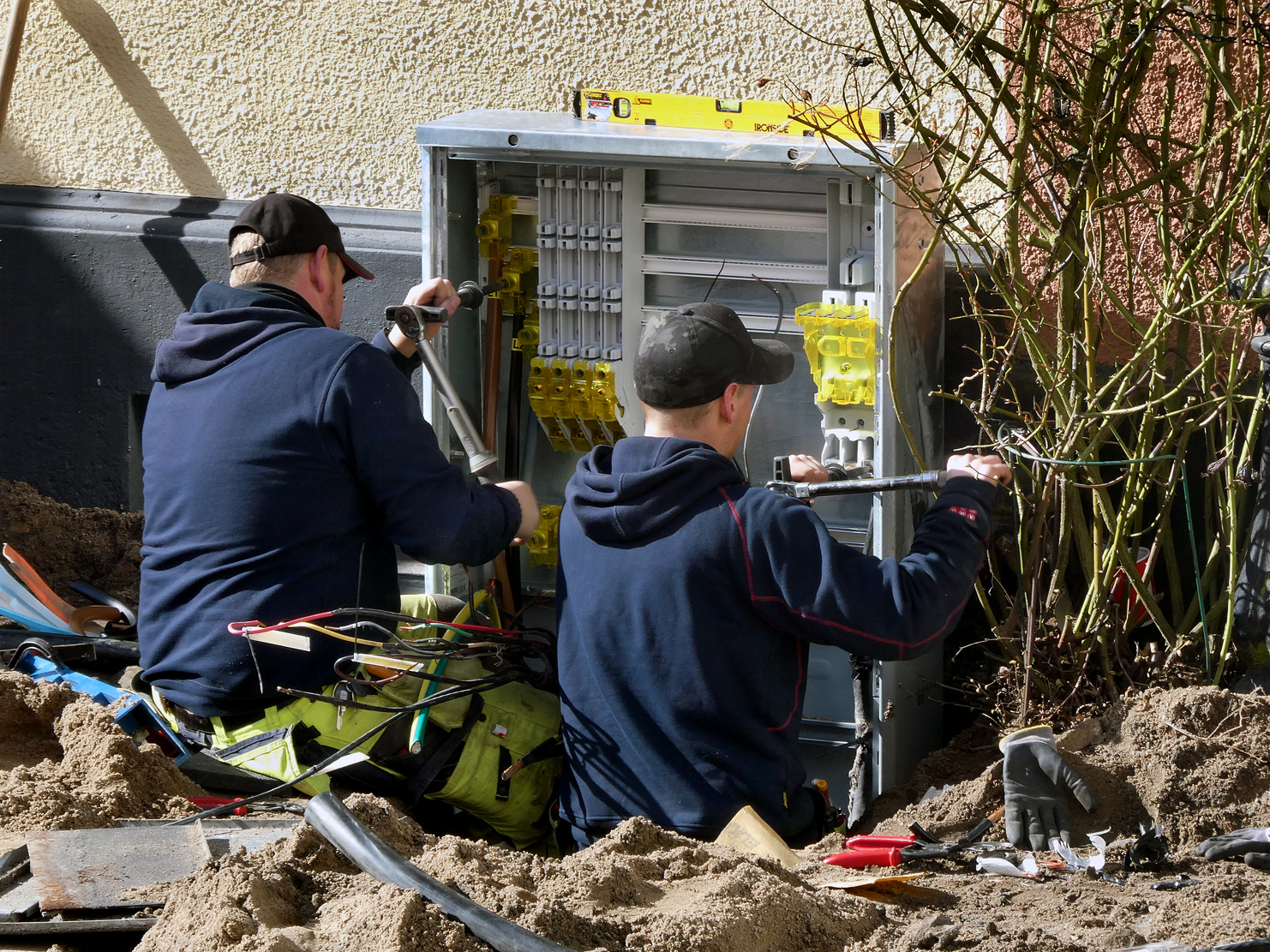
Två elektriker monterar en ny huvudcentral vid en fastighet i centrala Ystad 2021.

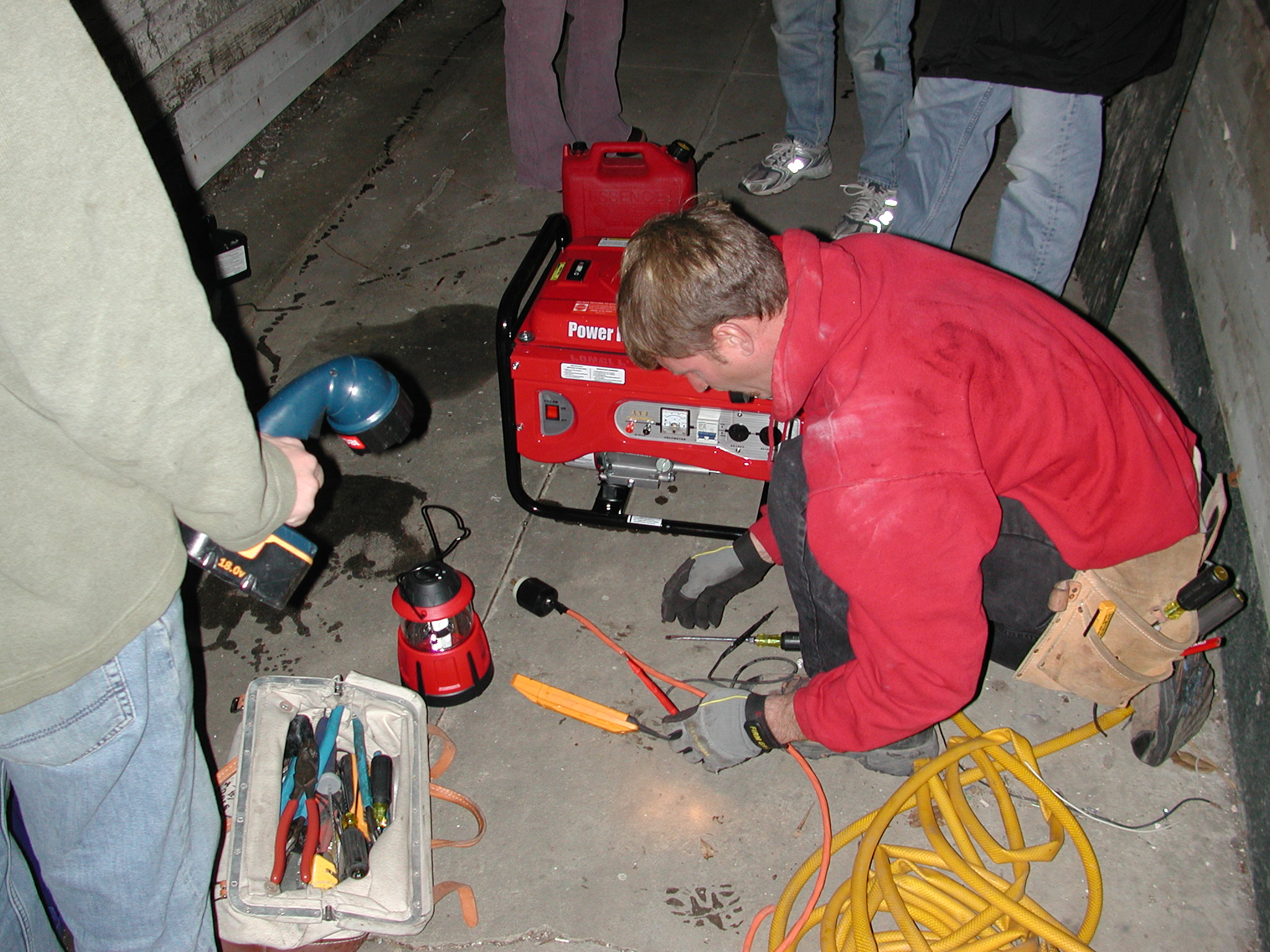
Elektriker i arbete.

En elektriker är en hantverkare som framförallt arbetar med installation och service av elektriska anläggningar. 
Det finns fyra huvudtyper av elektriker:
- Installationselektriker, arbetar huvudsakligen med elinstallation i nybyggnationer.
- Serviceelektriker, utför service och små utbyggnader av redan befintliga anläggningar.
- Industrielektriker, jobbar med framförallt vid industrier och fabriker.
- Svagströmselektriker/kommunikationselektriker, utför huvudsakligen svagströmsinstallationer såsom data, tele, larm och passagesystem.

En elektriker i film- och TV-inspelningssammanhang fungerar generellt som ljussättare och har då en mer konstnärlig roll.

## Sverige

### Utbildning
För att utbilda sig till elektriker i Sverige så behöver man gå det 3-åriga yrkesprogrammet El- och energi på gymnasiet, vilket ger möjligheten att kunna jobba direkt efter gymnasiet. Eller så väljer man att utbilda sig senare genom en vuxenutbildning där utbildningstiden kan variera mellan allt från tre månader till två år, beroende på hur många kurser man måste läsa in.

### Auktorisation
Vem som får utföra elinstallationsarbete är reglerat i elsäkerhetslagen, (2016:732).
Elinstallationsarbete som avser utförande, ändring eller reparation av starkströmsanläggning får, med några få föreskrivna undantag, endast utföras av auktoriserad elinstallatör eller av en person som omfattas av ett elinstallationsföretags egenkontrollprogram. Vanligen har elektriker inte någon auktorisation som elinstallatör och får då endast utföra elinstallationsarbete när denne utför arbetet inom sin anställning. När elinstallationsföretag ska utföra elinstallationsarbete på någon annans anläggning, det vill säga på uppdrag av kund, ska företaget vara registrerat i Elsäkerhetsverkets företagsregister för den verksamhetstyp som arbetet avser.
De olika auktorisationerna som utfärdas av Elsäkerhetsverket från och med 1 juli 2017 då den nya elsäkerhetslagen började gälla.
- A - Fullständig auktorisation, alla elinstallationsarbeten
- AL - Auktorisation Lågspänning, elinstallationsarbete i anläggningar för högst 1000 V AC eller 1500 V DC
- B - Begränsad auktorisation, Elinstallationsarbeten på lågspänningsanläggningar begränsat till arbete i befintlig gruppledning som innebär

1. att installera och flytta ljusarmaturer, elkopplare och uttag med tillhörande kablar,
2. att fast ansluta elektrisk utrustning som förbrukar el med tillhörande don samt förläggning och anslutning av kablar som tillhör donen, samt
3. att koppla loss elektrisk utrustning som förbrukar el med tillhörande don och kablar.

## Typer av elektriker (i urval)

### Montör eller Installationselektriker
Montör eller installationselektriker kallas de som fullgjort el-utbildning och därefter en lärlingstid. Montörer kan arbeta självständigt med de typer av elinstallationsarbeten som anges i företagets egenkontrollprogram, exempelvis utföra installationer i bostäder och kontor. Arbetet kan vara allt ifrån nyinstallation till renoveringar.

### Serviceelektriker
En Serviceelektriker är inriktad till stor del på felsökning och reparation av elsystem, men kan också arbeta med nyinstallation och ombyggnad. Arbetsplatsen kan vara allt ifrån industrier, offentliga byggnader och privata bostäder.

### Industrielektriker
Arbetar på industrier, är ofta specialiserade på motorstyrningar, programmering och processystem som hör industrin till. Arbetar framför allt med förebyggande underhåll (ex. genom att inspektera maskiner och maskinkomponenter för att i förtid upptäcka slitage och/eller skador på maskinen eller maskinkomponenterna som i sin tur behöver repareras för att undvika framtida produktionsavbrott) och avhjälpande underhåll (ex. reparera eller byta ut den eller de trasiga maskinkomponenterna på eller tillhörande en maskin eller maskindel). En del installationsarbeten i/på allmänkraftsanläggningar (belysning och vägguttag) och skiftgång kan förekomma.

### Distributionselektriker
Arbetar med uppbyggnad, underhåll och repartition av ledningsnätet från produktionen i kraftverk till elmätare hos nyttjaren.

### Svagströmselektriker
Arbetar med installation av datanät, säkerhet- och brandlarmsystem.

### Ledande Montör
Är den person som arbetar som länk mellan projektledare och elektriker. Man har som ansvar att driva, leda, planera och genomföra elinstallationen på arbetsplatsen.

### Tekniker
Är en person med samma grundutbildning som en installationselektriker men som är specialiserad inom ett visst område, till exempel säkerhet, järnväg eller fartyg.
Det finns ofta inga vattentäta skott mellan de olika yrkesområdena. En vanlig elektriker kan mycket väl göra installationer på industrier och en elektriker som visar sig vara duktig på svagströmsinstallationer kan mycket väl ta hand om till exempel brandlarmsinstallationer på ett bygge för en underentreprenörs räkning. Däremot är ofta en tekniker specialiserad på sitt område och har spetskompetens, detsamma gäller för distributionselektriker.

## Lön i Sverige
En installations- eller serviceelektriker brukar tjäna runt 34 800 kronor i månaden, men den totala slutsumman varierar över landet och mellan företag.

### Lägstalön, enligt avtal 1 maj 2025[16]
- Lärling steg 1 (1–720 timmar) – 16 887 kr/mån.
- Lärling steg 2 (721–1600 timmar) – 19 557 kr/mån.
- 1:a året i yrket – 21 759 kr/mån.
- 2:a året i yrket – 26 717 kr/mån.
- 3:e året i yrket och därefter – 30 084 kr/mån.
- Servicemontörer – 31 922 kr/mån.
- Tekniker – 32 611 kr/mån.

### Lön för restid, enligt avtal 1 maj 2025[16]
- Lärling steg 1 (1–720 timmar) – 79,34 kr/tim.
- Lärling steg 2 (721–1600 timmar) – 91,52 kr/tim.
- 1:a året i yrket – 111,22 kr/tim.
- 2:a året i yrket – 124,60 kr/tim.
- 3:e året i yrket och därefter – 133,94 kr/tim.
- Servicemontörer – 133,94 kr/tim.
- Tekniker – 133,94 kr/tim.

## Framtid
Precis som många andra branscher står elbranschen inför extremt stora pensionsavgångar inom en 5-10 årsperiod[när?]. Föryngring är därför något som står högt på dagordningen för alla i branschen. Yrket är också extremt mansdominerat och man arbetar aktivt för en jämnare könsfördelning.